# Dýchací soustava člověka

Lidská dýchací soustava

Dýchací soustava člověka představuje soustavu orgánů, která zajišťuje výměnu plynů mezi krví a vnějším prostředím (atmosférou). K dýchací soustavě patří dýchací cesty (nosní dutina, nosohltan, hrtan, průdušnice a průdušky) a plíce.

## Dýchací cesty
Dýchací cesty se dělí na horní a dolní.

### Horní cesty dýchací
Horní cesty dýchací se skládají z dutiny nosní (cavitas nasi), vedlejších nosních dutin a hltanu (pharyngu), který dělíme na tři části: horní nosohltan, střední ústní část hltanu otevírající se do dutiny ústní a dolní a hrtanovou částí hltanu, kde se nachází rozhraní mezi hrtanem a jícnem. Úlohou horních cest dýchacích je především předehřátí, zvlhčení a zbavení nečistot vdechovaného vzduchu od mikroskopických částic (prach, bakterie aj.)

### Dolní cesty dýchací
Dolní cesty dýchací začínají hrtanem, vyztuženým chrupavkami. Největší z nich je chrupavka štítná. Vidíme ji na krku jako „ohryzek“; zřetelnější je u mužů. Ve střední části hrtanu nalezneme hlasivkovou štěrbinu obklopenou hlasivkovými vazy, jež se významně podílí na tvorbě hlasu. Přes prstencovou chrupavku se napojuje trachea (průdušnice), která se dále větví na hlavní průdušky (bronchy), které se zanořují do pravé a levé plíce.

## Plíce
V plicích se větví průdušky na průdušinky ústící do vlásečnicemi protkaných, tenkostěnných plicních sklípků (tvoří houbovitou plicní tkáň), v jejichž stěně dochází k výměně dýchacích plynů mezi plícemi a krví. V plicích je obrovské množství vlásečnic a v každém okamžiku tam probíhá výměna plynů asi v jednom litru krve. Výměna plynů probíhá vzduchem.
Pravá plíce je tvořena třemi laloky a levá plíce dvěma laloky houbovité tkáně. Plíce jsou uloženy v dutině hrudní a pokrývá je vazivová blána – poplicnice. Také dutina hrudní je pokryta vazivovou blánou – pohrudnicí. Mezi oběma blánami je malé množství tekutiny, která usnadňuje pohyb tkání při nádechu a výdechu.
Výměna vzduchu v plicích se děje dýchacími pohyby, uskutečňovanými dýchacími svaly. Nejdůležitějším dýchacím svalem je bránice, která odděluje dutinu břišní a hrudní a při nádechu klesá a při výdechu stoupá. Při jejím snížení se zvětší dutina hrudníku a vzduch je do plic nasáván. Kromě bránice je objem hrudníku zvětšován pohyby mezižeberních svalů, které zvedají žebra a zvětšují tak objem hrudníku. Nádech je aktivní pohyb, výdech je pasivní.
Při klidném dýchání se vymění v plicních sklípcích jedním vdechem a výdechem asi 0,5 litru vzduchu. V klidu vdechneme a vydechneme 14–18krát za minutu.
Dýchání je ovládáno vůlí, prováděno automaticky, jako např. mrkání víčka. Je řízeno dýchacími centry v prodloužené míše.